# 7e étape du Tour de France 2013
Pour un article plus général, voir Tour de France 2013.
La 7e étape du Tour de France 2013 s'est déroulée le vendredi 5 juillet 2013. Elle part de Montpellier et arrive à Albi.

## Parcours
Cette septième étape du Tour de France 2013 traverse deux départements : l'Hérault, et le Tarn avec 205 km de course. Les coureurs passent par quatre difficultés comptant pour le classement de meilleur grimpeur : le col des 13 Vents (600 m), le col de la Croix de Mounis (809 m), la côte de la Quintaine et la côte de Teillet.

## Déroulement de la course
Une échappée de deux coureurs composée par Blel Kadri (AG2R La Mondiale) et Jens Voigt (RadioShack-Leopard) a animé l'étape. Bien qu'étant tous deux rejoints, cette échappée a permis à Kadri de s'emparer du maillot à pois. Dans la lutte pour ce maillot, Romain Bardet, coéquipier de Kadri, est parvenu à sortir du peloton pour passer le col de la Croix de Mounis devant Pierre Rolland. Un gruppetto s'est formé au fil des cols et plusieurs équipes se sont succédé pour faire monter l'avance. L'avant-garde avec l'équipe Cannondale ainsi libérée de concurrents sérieux tels Mark Cavendish et André Greipel, a tout fait en fin d'étape pour rattraper les deux coureurs et ainsi permettre la victoire de leur sprinter Peter Sagan, consolidant ainsi son maillot vert.

## Résultats

### Classement de l'étape

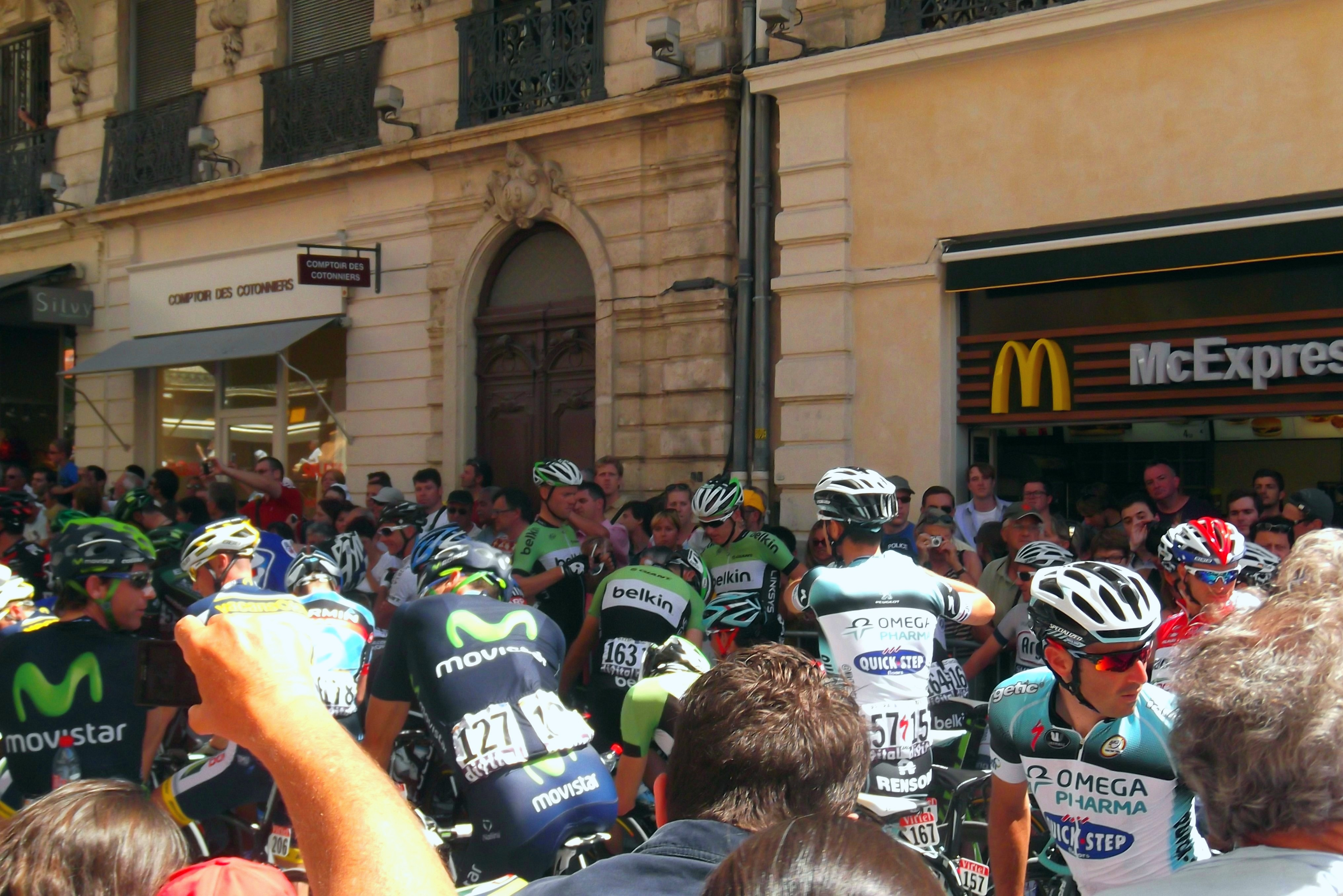
Départ à Montpellier.

| Classement de la 7e étape | Classement de la 7e étape | Classement de la 7e étape | Classement de la 7e étape | Classement de la 7e étape |
|                           | Coureur                   | Pays                      | Équipe                    | Temps                     |
| ------------------------- | ------------------------- | ------------------------- | ------------------------- | ------------------------- |
| 1er                       | Peter Sagan               | Slovaquie                 | Cannondale                | en 4 h 54 min 12 s        |
| 2e                        | John Degenkolb            | Allemagne                 | Argos-Shimano             | m.t                       |
| 3e                        | Daniele Bennati           | Italie                    | Saxo-Tinkoff              | m.t                       |
| 4e                        | Michał Kwiatkowski        | Pologne                   | Omega Pharma-Quick Step   | m.t                       |
| 5e                        | Edvald Boasson Hagen      | Norvège                   | Sky                       | m.t                       |
| 6e                        | Francesco Gavazzi         | Italie                    | Astana                    | m.t                       |
| 7e                        | Tony Gallopin             | France                    | RadioShack-Leopard        | m.t                       |
| 8e                        | Arthur Vichot             | France                    | FDJ.fr                    | m.t                       |
| 9e                        | Manuele Mori              | Italie                    | Lampre-Merida             | m.t                       |
| 10e                       | Sylvain Chavanel          | France                    | Omega Pharma-Quick Step   | m.t                       |
| modifier                  |                           |                           |                           |                           |

### Points attribués
| Sprint intermédiaire de Viane Pierre-Ségade (km 135) | Sprint intermédiaire de Viane Pierre-Ségade (km 135) | Sprint intermédiaire de Viane Pierre-Ségade (km 135) | Sprint intermédiaire de Viane Pierre-Ségade (km 135) | Sprint intermédiaire de Viane Pierre-Ségade (km 135) |
| ---------------------------------------------------- | ---------------------------------------------------- | ---------------------------------------------------- | ---------------------------------------------------- | ---------------------------------------------------- |
|                                                      | Coureur                                              | Pays                                                 | Équipe                                               | Point(s)                                             |
| 1er                                                  | Peter Sagan                                          | Slovaquie                                            | Cannondale                                           | 20                                                   |
| 2e                                                   | Juan Antonio Flecha                                  | Espagne                                              | Vacansoleil-DCM                                      | 17                                                   |
| 3e                                                   | Fabio Sabatini                                       | Italie                                               | Cannondale                                           | 15                                                   |
| 4e                                                   | Simon Clarke                                         | Australie                                            | Orica-GreenEDGE                                      | 13                                                   |
| 5e                                                   | Simon Gerrans                                        | Australie                                            | Orica-GreenEDGE                                      | 11                                                   |
| 6e                                                   | Daryl Impey                                          | Afrique du Sud                                       | Orica-GreenEDGE                                      | 10                                                   |
| 7e                                                   | Alessandro De Marchi                                 | Italie                                               | Cannondale                                           | 9                                                    |
| 8e                                                   | Michael Albasini                                     | Suisse                                               | Orica-GreenEDGE                                      | 8                                                    |
| 9e                                                   | Alan Marangoni                                       | Italie                                               | Cannondale                                           | 7                                                    |
| 10e                                                  | Moreno Moser                                         | Italie                                               | Cannondale                                           | 6                                                    |
| 11e                                                  | Kristjan Koren                                       | Slovénie                                             | Cannondale                                           | 5                                                    |
| 12e                                                  | Maciej Bodnar                                        | Pologne                                              | Cannondale                                           | 4                                                    |
| 13e                                                  | Kanstantsin Siutsou                                  | Biélorussie                                          | Sky                                                  | 3                                                    |
| 14e                                                  | Richie Porte                                         | Australie                                            | Sky                                                  | 2                                                    |
| 15e                                                  | Peter Kennaugh                                       | Royaume-Uni                                          | Sky                                                  | 1                                                    |
| modifier                                             |                                                      |                                                      |                                                      |                                                      |

| Classement de l'étape | Classement de l'étape | Classement de l'étape | Classement de l'étape   | Classement de l'étape |
| --------------------- | --------------------- | --------------------- | ----------------------- | --------------------- |
|                       | Coureur               | Pays                  | Équipe                  | Point(s)              |
| 1er                   | Peter Sagan           | Slovaquie             | Cannondale              | 45                    |
| 2e                    | John Degenkolb        | Allemagne             | Argos-Shimano           | 35                    |
| 3e                    | Daniele Bennati       | Italie                | Saxo-Tinkoff            | 30                    |
| 4e                    | Michał Kwiatkowski    | Pologne               | Omega Pharma-Quick Step | 26                    |
| 5e                    | Edvald Boasson Hagen  | Norvège               | Sky                     | 22                    |
| 6e                    | Francesco Gavazzi     | Italie                | Astana                  | 20                    |
| 7e                    | Tony Gallopin         | France                | RadioShack-Leopard      | 18                    |
| 8e                    | Arthur Vichot         | France                | FDJ.fr                  | 16                    |
| 9e                    | Manuele Mori          | Italie                | Lampre-Merida           | 14                    |
| 10e                   | Sylvain Chavanel      | France                | Omega Pharma-Quick Step | 12                    |
| 11e                   | Ramūnas Navardauskas  | Lituanie              | Garmin-Sharp            | 10                    |
| 12e                   | Daryl Impey           | Afrique du Sud        | Orica-GreenEDGE         | 8                     |
| 13e                   | Juan Antonio Flecha   | Espagne               | Vacansoleil-DCM         | 6                     |
| 14e                   | Alexis Vuillermoz     | France                | Sojasun                 | 4                     |
| 15e                   | Simon Gerrans         | Australie             | Orica-GreenEDGE         | 2                     |
| modifier              |                       |                       |                         |                       |

### Cols et côtes
| Col des 13 Vents (km 80) 3e catégorie | Col des 13 Vents (km 80) 3e catégorie | Col des 13 Vents (km 80) 3e catégorie | Col des 13 Vents (km 80) 3e catégorie | Col des 13 Vents (km 80) 3e catégorie |
| ------------------------------------- | ------------------------------------- | ------------------------------------- | ------------------------------------- | ------------------------------------- |
|                                       | Coureur                               | Pays                                  | Équipe                                | Point(s)                              |
| 1er                                   | Blel Kadri                            | France                                | AG2R La Mondiale                      | 2                                     |
| 2e                                    | Jens Voigt                            | Allemagne                             | RadioShack-Leopard                    | 1                                     |
| modifier                              |                                       |                                       |                                       |                                       |

| Col de la Croix de Mounis (km 94,5) 2e catégorie | Col de la Croix de Mounis (km 94,5) 2e catégorie | Col de la Croix de Mounis (km 94,5) 2e catégorie | Col de la Croix de Mounis (km 94,5) 2e catégorie | Col de la Croix de Mounis (km 94,5) 2e catégorie |
| ------------------------------------------------ | ------------------------------------------------ | ------------------------------------------------ | ------------------------------------------------ | ------------------------------------------------ |
|                                                  | Coureur                                          | Pays                                             | Équipe                                           | Point(s)                                         |
| 1er                                              | Blel Kadri                                       | France                                           | AG2R La Mondiale                                 | 5                                                |
| 2e                                               | Jens Voigt                                       | Allemagne                                        | RadioShack-Leopard                               | 3                                                |
| 3e                                               | Romain Bardet                                    | France                                           | AG2R La Mondiale                                 | 2                                                |
| 4e                                               | Pierre Rolland                                   | France                                           | Europcar                                         | 1                                                |
| modifier                                         |                                                  |                                                  |                                                  |                                                  |

| Côte de la Quintaine (km 149) 3e catégorie | Côte de la Quintaine (km 149) 3e catégorie | Côte de la Quintaine (km 149) 3e catégorie | Côte de la Quintaine (km 149) 3e catégorie | Côte de la Quintaine (km 149) 3e catégorie |
| ------------------------------------------ | ------------------------------------------ | ------------------------------------------ | ------------------------------------------ | ------------------------------------------ |
|                                            | Coureur                                    | Pays                                       | Équipe                                     | Point(s)                                   |
| 1er                                        | Jan Bakelants                              | Belgique                                   | RadioShack-Leopard                         | 2                                          |
| 2e                                         | Cyril Gautier                              | France                                     | Europcar                                   | 1                                          |
| modifier                                   |                                            |                                            |                                            |                                            |

| Côte de Teillet (km 171) 4e catégorie | Côte de Teillet (km 171) 4e catégorie | Côte de Teillet (km 171) 4e catégorie | Côte de Teillet (km 171) 4e catégorie | Côte de Teillet (km 171) 4e catégorie |
| ------------------------------------- | ------------------------------------- | ------------------------------------- | ------------------------------------- | ------------------------------------- |
|                                       | Coureur                               | Pays                                  | Équipe                                | Point(s)                              |
| 1er                                   | Jan Bakelants                         | Belgique                              | RadioShack-Leopard                    | 1                                     |
| modifier                              |                                       |                                       |                                       |                                       |

## Classements à l'issue de l'étape

### Classement général

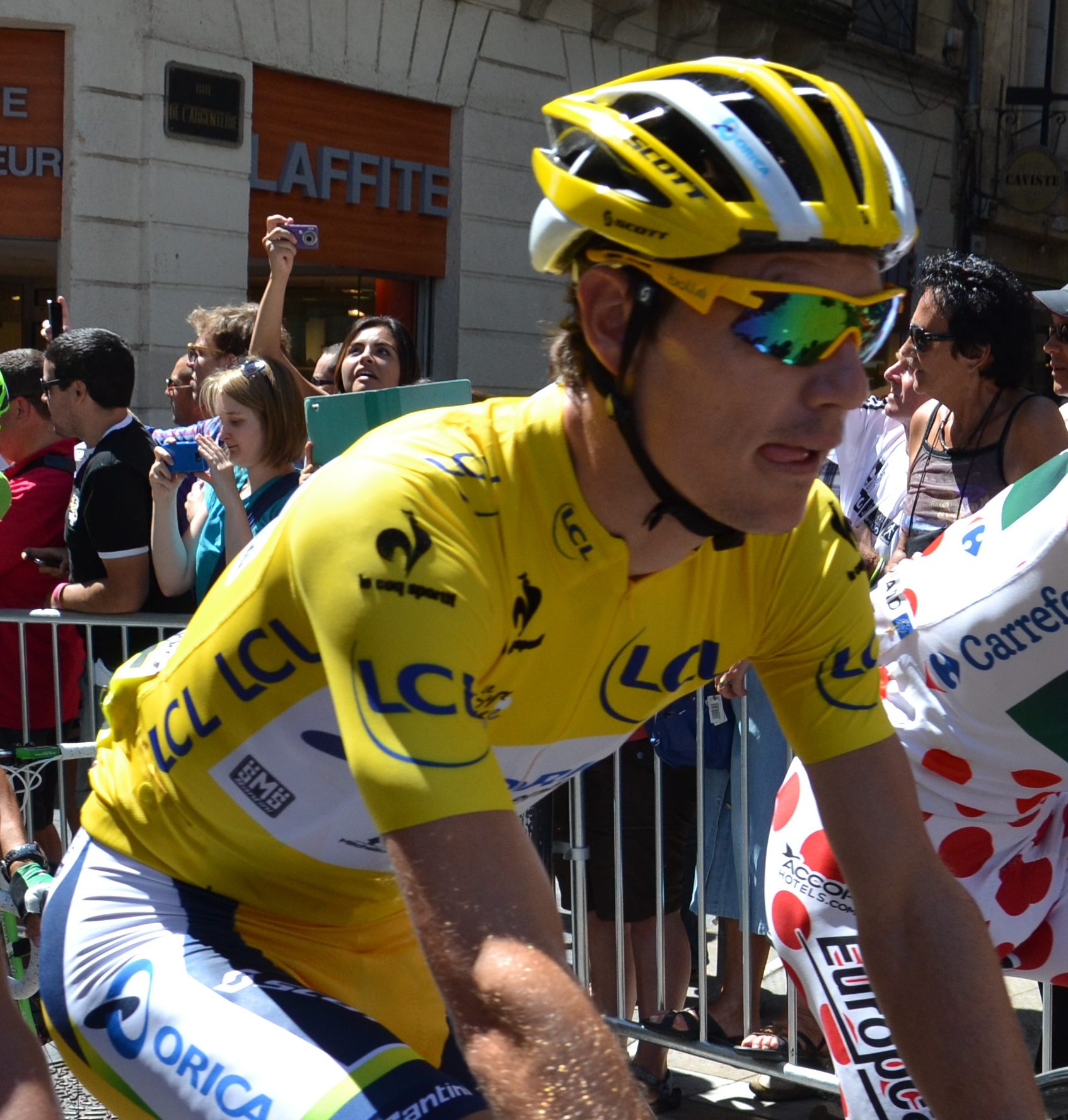
Daryl Impey portant le maillot jaune au départ de l'étape.

| Classement général | Classement général   | Classement général | Classement général      | Classement général  |
|                    | Coureur              | Pays               | Équipe                  | Temps               |
| ------------------ | -------------------- | ------------------ | ----------------------- | ------------------- |
| 1er                | Daryl Impey          | Afrique du Sud     | Orica-GreenEDGE         | en 27 h 12 min 29 s |
| 2e                 | Edvald Boasson Hagen | Norvège            | Sky                     | + 3 s               |
| 3e                 | Simon Gerrans        | Australie          | Orica-GreenEDGE         | + 5 s               |
| 4e                 | Michael Albasini     | Suisse             | Orica-GreenEDGE         | + 5 s               |
| 5e                 | Michał Kwiatkowski   | Pologne            | Omega Pharma-Quick Step | + 6 s               |
| 6e                 | Sylvain Chavanel     | France             | Omega Pharma-Quick Step | + 6 s               |
| 7e                 | Christopher Froome   | Royaume-Uni        | Sky                     | + 8 s               |
| 8e                 | Richie Porte         | Australie          | Sky                     | + 8 s               |
| 9e                 | Nicolas Roche        | Irlande            | Saxo-Tinkoff            | + 14 s              |
| 10e                | Roman Kreuziger      | Tchéquie           | Saxo-Tinkoff            | + 14 s              |
| modifier           |                      |                    |                         |                     |

### Classement par points
| Classement par points | Classement par points | Classement par points | Classement par points   | Classement par points |
| --------------------- | --------------------- | --------------------- | ----------------------- | --------------------- |
|                       | Coureur               | Pays                  | Équipe                  | Point(s)              |
| 1er                   | Peter Sagan           | Slovaquie             | Cannondale              | 224 points            |
| 2e                    | André Greipel         | Allemagne             | Lotto-Belisol           | 130 pts               |
| 3e                    | Mark Cavendish        | Royaume-Uni           | Omega Pharma-Quick Step | 119 pts               |
| modifier              |                       |                       |                         |                       |

### Classement du meilleur grimpeur
| Classement du meilleur grimpeur | Classement du meilleur grimpeur | Classement du meilleur grimpeur | Classement du meilleur grimpeur | Classement du meilleur grimpeur |
| ------------------------------- | ------------------------------- | ------------------------------- | ------------------------------- | ------------------------------- |
|                                 | Coureur                         | Pays                            | Équipe                          | Point(s)                        |
| 1er                             | Blel Kadri                      | France                          | AG2R La Mondiale                | 12 points                       |
| 2e                              | Pierre Rolland                  | France                          | Europcar                        | 11 pts                          |
| 3e                              | Simon Clarke                    | Australie                       | Orica-GreenEDGE                 | 5 pts                           |
| modifier                        |                                 |                                 |                                 |                                 |

### Classement du meilleur jeune
| Classement général du meilleur jeune | Classement général du meilleur jeune | Classement général du meilleur jeune | Classement général du meilleur jeune | Classement général du meilleur jeune |
|                                      | Coureur                              | Pays                                 | Équipe                               | Temps                                |
| ------------------------------------ | ------------------------------------ | ------------------------------------ | ------------------------------------ | ------------------------------------ |
| 1er                                  | Michał Kwiatkowski                   | Pologne                              | Omega Pharma-Quick Step              | en 27 h 12 min 35 s                  |
| 2e                                   | Andrew Talansky                      | États-Unis                           | Garmin-Sharp                         | + 16 s                               |
| 3e                                   | Nairo Quintana                       | Colombie                             | Movistar                             | + 19 s                               |
| modifier                             |                                      |                                      |                                      |                                      |

### Classement par équipes
| Classement par équipes | Classement par équipes | Classement par équipes | Classement par équipes |
|                        | Équipe                 | Pays                   | Temps                  |
| ---------------------- | ---------------------- | ---------------------- | ---------------------- |
| 1re                    | Orica-GreenEDGE        | Australie              | en 80 h 45 min 40 s    |
| 2e                     | Sky                    | Royaume-Uni            | + 8 s                  |
| 3e                     | Saxo-Tinkoff           | Danemark               | + 19 s                 |
| modifier               |                        |                        |                        |

## Abandons
- Janez Brajkovič (Astana) : non-partant
- Adriano Malori (Lampre-Merida) : abandon
- Christian Vande Velde (Garmin-Sharp) : abandon